# 菲利普斯堡 (新澤西州)
菲利普斯堡（英語：Phillipsburg）是一個位於美國新澤西州沃倫縣的鎮。

## 人口
根據2020年美國人口普查的數據，菲利普斯堡的面積為8.58平方千米，當中陸地面積為8.26平方千米，而水域面積為0.31平方千米。當地共有人口15249人，而人口密度為每平方千米1,777人。